# Iglesia Remanente de Jesucristo de los Santos de los Últimos Días
La Iglesia Remanente de Jesucristo de los Santos de los Últimos Días, generalmente conocida como la Iglesia Remanente, es una denominación del Movimiento de los Santos de los Últimos Días. El presidente de la iglesia es el Sr. Terry W. Patience, quien es sostenido como profeta entre sus adeptos.

## Historia
En las décadas de 1970 y 1980, la Iglesia Reorganizada de Jesucristo de los Santos de los Últimos Días (ahora llamada Comunidad de Cristo) fue criticada desde dentro, por sus miembros, por varios cambios en la política y el liderazgo de la misma. Estos temas, entre otros, incluían el sacerdocio femenino, el fin de la doctrina de la sucesión lineal y la construcción del Templo de la Independencia. Esto llevó a varias ramas de la Iglesia RLDS a formar grupos de Ramas de la Restauración independientes. En mayo de 1999, varios miembros de estas ramas se reunieron como la Conferencia de Ancianos de la Restauración, incluido Frederick Niels Larsen, bisnieto de Joseph Smith, publicaron la "Proclamación e invitación a los fieles", que condujo a la creación de la Iglesia Remanente de Jesucristo de los Santos de los Últimos Días, el 6 de abril de 2000.
En abril de 2002, como descendiente del profeta Joseph Smith, Larsen fue elegido para convertirse en presidente y Sumo Sacerdote de la Iglesia Remanente, y fue mantenido como profeta y presidente de la Iglesia hasta su muerte. Larsen murió el 26 de abril de 2019. Después de su muerte, Terry Wayne Patience se convirtió en presidente del Sumo Sacerdocio, profeta y presidente de la Iglesia el 29 de junio de 2019 durante una conferencia especial de la Iglesia.

## Doctrina
El lugar de reunión de la primera congregación estaba en Independence, Misuri. A través de su historia con la Iglesia Reorganizada, la Iglesia Remanente se considera un remanente de la Iglesia de Cristo organizada por Joseph Smith Jr. en 1830, y por lo tanto se considera "la única iglesia verdadera".
La iglesia tiene su sede cerca del Terreno del Templo, frente al Templo de Independence (sede de la Comunidad de Cristo) y dentro de la antigua Escuela Secundaria William Chrisman (construida en 1918). La Iglesia Remanente mantiene la creencia en una Sion física, una creencia central de la Iglesia durante la época de Joseph Smith Jr. Los miembros de la Iglesia Remanente creen que la Versión Inspirada de la Santa Biblia, el Libro de Mormón y Doctrina y Convenios son textos sagrados. La Perla de Gran Precio de La Iglesia de Jesucristo de los Santos de los Últimos Días, no forma parte del canon de las escrituras del Remanente. Doctrina y Convenios de la Iglesia Remanente comparte las mismas secciones que la Comunidad de Cristo hasta la Sección 144 (la última revelación de la presidencia de Israel A. Smith). A partir de 2015, hay 17 secciones adicionales exclusivas de la Iglesia Remanente, todas ellas fueron reveladas a través de Frederick Larsen. Un documento que describe las creencias fundamentales, según lo escrito por el profeta Joseph Smith, ha sido publicado en el sitio web de la Iglesia Remanente, con el nombre de "Nuestro epítome de la fe". 
El obispo y presidente de la Iglesia, W. Kevin Romer, es reconocido como un "descendiente literal de Aarón" (un Cohen), y por lo tanto tiene el cargo único de "Sumo Sacerdote Aarónico".